# Nortel
Nortel var et canadisk telekommunikationsfirma, der producerede alt fra mobiltelefoni netværket (CDMA, GSM, WiMax,...), datakommunikation (IP-telefoni, WAN, MAN, LAN, WLAN...) til fiber optisk.
Nortel gik konkurs i 2009 i Canada og USA. Det var den største konkurs i Canadas historie. Selskabets aktiver var i 2016 solgt til række forskellige købere.

## Eksterne links
- Nortels hjemmeside Arkiveret 20. oktober 2007 hos  Wayback Machine
- LG-Nortel Arkiveret 14. maj 2010 hos  Wayback Machine
- Innovative Communications Alliance (Nortel – Microsoft) Arkiveret 3. december 2009 hos  Wayback Machine
- Commons Avaya

- Wikimedia Commons har flere filer relateret til Nortel

| Canada | Spire Denne artikel om et firma eller en virksomhed i Canada er en spire som bør udbygges. Du er velkommen til at hjælpe Wikipedia ved at udvide den. |